# Embark Studios
Embark Studios AB är ett svenskt spelutvecklingsbolag med inriktning på att utveckla nya tekniker och produktionsformer med bland annat ny sorts användning av fotogrammetri. Det grundades november 2018 av Magnus Nordin, Rob Runesson, Stefan Strandberg, Patrick Söderlund, Jenny Huldschiner och Johan Andersson.